# Palestinasolfågel
Palestinasolfågel (Cinnyris osea) är en mycket liten fågel i familjen solfåglar inom ordningen tättingar. Den förekommer som namnet avslöjar i Mellanöstern, men även lokalt i Afrika från östra Kamerun till Uganda och Sydsudan. IUCN kategoriserar den som livskraftig.

## Kännetecken

### Utseende
Palestinasolfågeln är en knubbig, kortstjärtad solfågel med en kroppslängd på elva till tolv centimeter. Hane i häckningsdräkt är helsvart, i vissa vinklar metalliskt glänsande i blått och lila. Honan är gråbrun ovan med kontrasterande svartaktig vingar, undertill mestadels gråvit under med svag anstrykning av gult. Hane utanför häckningstid ser ut som honan men med insprängda svarta fjädrar. Båda könen har svart smal, nedåtböjd och spetsig näbb.

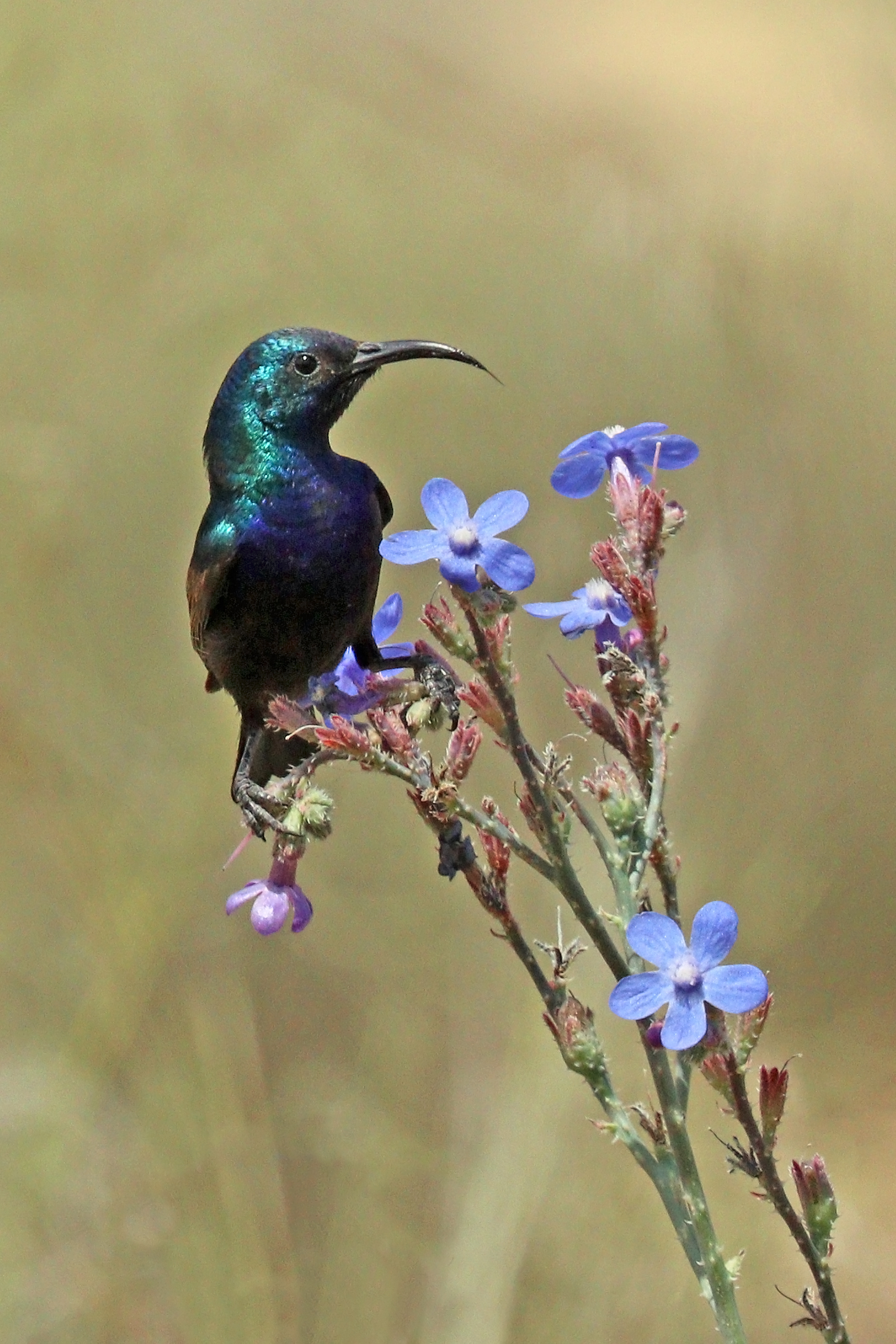
Hane fotograferad i Dana, Jordanien.

### Läten
Fågeln har flera olika läten: en elektriskt smackande ramsa, ett stigande tvyit samt ett visslande viju. Sången är några visslande toner med efterföljande smattrande drill, något lik sång av svart rödstjärt på håll.

## Utbredning och systematik
Palestinasolfågel delas upp i två distinkta underarter med följande utbredning:
- Cinnyris osea decorsei – mycket lokalt i östra Kamerun, sydvästra Tchad (Tchadsjön), Centralafrikanska republiken, sydvästra Sudan, nordostligaste Demokratiska republiken Kongo, sydvästra Sydsudan och nordvästra Uganda
- Cinnyris osea osea – Syrien och Israel till Turkiet och Arabiska halvön (österut till Oman)

## Levnadssätt
Palestinasolfågeln är en kvick liten fågel som ofta knycker på stjärten och rör sig livligt runt med ryckig flykt. Den häckar i savannliknande miljöer men påträffas även i trädgårdar, parker och odlingar där den födosöker efter nektar och insekter.

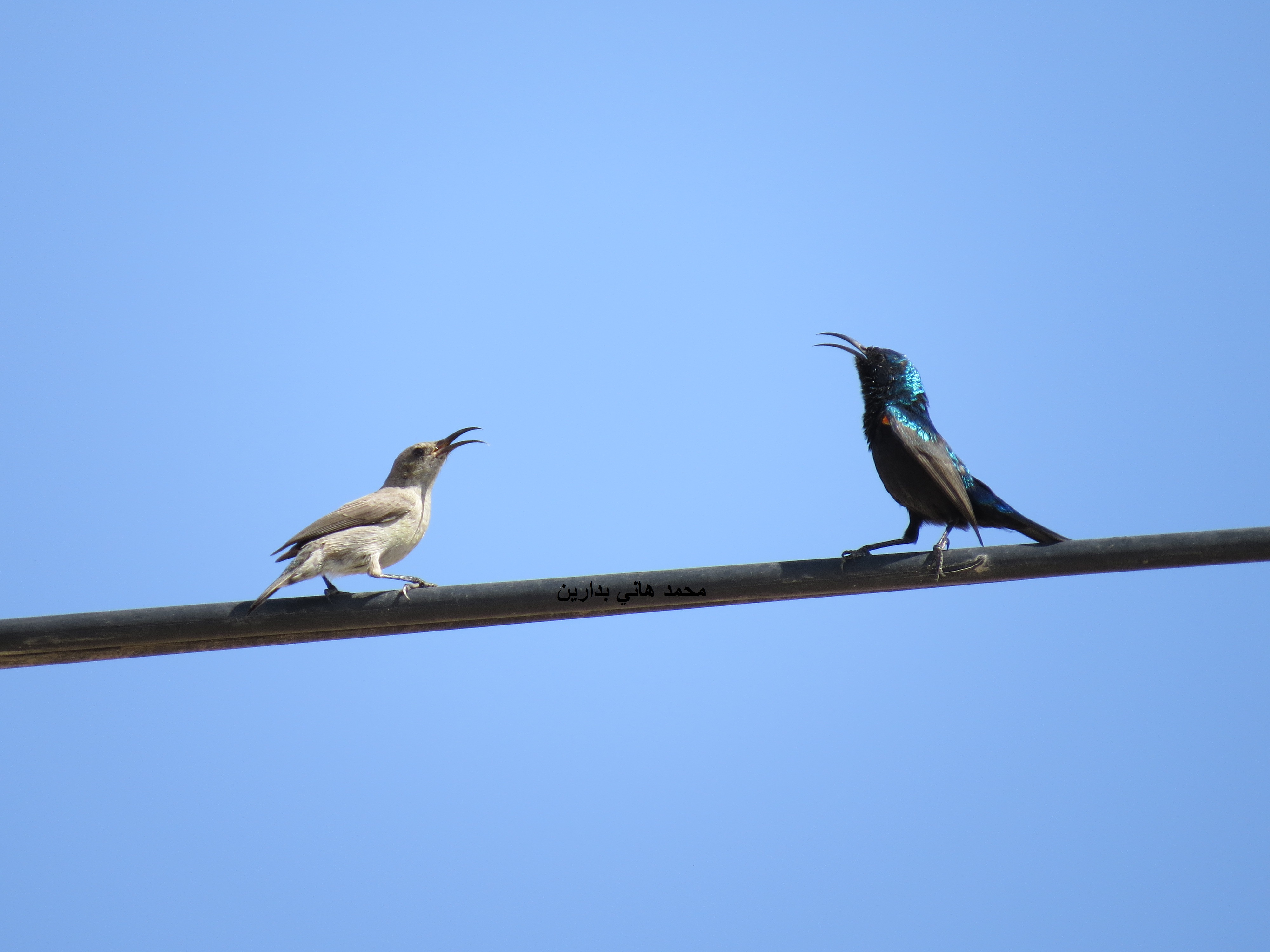
Par i södra Hebron.

## Status och hot
Arten har ett stort utbredningsområde och en stor population med stabil utveckling och som inte tros vara utsatt för något substantiellt hot. Utifrån dessa kriterier kategoriserar internationella naturvårdsunionen IUCN arten som livskraftig (LC). Världspopulationen har inte uppskattats, men den beskrivs som generellt ovanlig.